# Загартоване скло
Загартоване скло — звичайне листове скло, що отримується нагріванням до температури гарту (650—680 °C) з наступним швидким рівномірним охолодженням холодним повітрям з обох сторін. В результаті такої обробки в поверхневих шарах скла утворюються залишкові механічні напруги стиснення, що забезпечує його підвищену механічну міцність, термостійкість і безпеку при руйнуванні. Розбиваючись, таке скло руйнується на безліч дрібних осколків з тупими гранями, які не здатні заподіяти серйозні травми. Подібний ефект є доказом високої ударної в'язкості цього скла. Рівномірно розподілена енергія ударів протягом порівняно тривалого часу утворює дуже дрібні мікротріщини в склі і дозволяє отримати дрібні осколки. Таким чином, загартоване скло має три основні корисні властивості, кожне з яких має своє призначення в промисловості.
Загартоване скло не підлягає різанню, свердлінню та іншій механічній обробці.
В автомобільній промисловості загартоване скло використовують для виготовлення бічного або заднього автоскла. Використання загартованого скла як лобового заборонено (дрібні, хоч і не гострі, осколки можуть пошкодити очі водія або пасажирів). Для виробництва лобових стекол використовують триплекс з незагартованого силікатного скла. Хоча триплекс із загартованого скла набагато міцніший, він має недолік: швидка і повна втрата прозорості через розтріскування по всій площі від одного сильного удару. Це, однак, не заважає використовувати їх в архітектурі.